# 33591 Landsberger
33591 Landsberger este o planetă minoră (asteroid) din centura de asteroizi. A fost descoperită pe 10 mai 1999 la Experimental Test Site⁠(d) de Lincoln Near-Earth Asteroid Research. 
Obiectul prezintă o orbită caracterizată de o semiaxă mare de 2,3357786 UAi, o excentricitate de 0,13, o înclinație de 7,69554 ° în raport cu ecliptica.